# Élections constituantes de 1946 en Gironde
Les élections constituantes françaises de 1946 se tiennent le 2 juin. Ce sont les deuxièmes élections constituantes, après le rejet du projet de Constitution française du 19 avril 1946 lors du référendum du 5 mai.

## Mode de scrutin
L'assemblée constituante est composée de 586 sièges pourvus au scrutin proportionnel plurinominal suivant la règle de la plus forte moyenne dans chaque département, sans panachage ni vote préférentiel.
Dans le département de la Gironde, neuf députés sont à élire.

## Élus
| Député sortant          | Parti | Parti | Député élu ou réélu     | Parti | Parti |
| ----------------------- | ----- | ----- | ----------------------- | ----- | ----- |
| Marc Dupuy              |       | PCF   | Marc Dupuy              |       | PCF   |
| Charles Lahousse        |       | PCF   | Émile Liquard           |       | MRP   |
| Jean-Fernand Audeguil   |       | SFIO  | Jean-Fernand Audeguil   |       | SFIO  |
| Jean-Raymond Guyon      |       | SFIO  | Jean-Raymond Guyon      |       | SFIO  |
| Pierre-Emmanuel Guillet |       | SFIO  | Pierre-Emmanuel Guillet |       | SFIO  |
| Gaston Cabannes         |       | SFIO  | Antoine Cornut          |       | MRP   |
| Henri Teitgen           |       | MRP   | Henri Teitgen           |       | MRP   |
| Jules Ramarony          |       | PRL   | Jules Ramarony          |       | PRL   |
| Émile Gellie            |       | PRL   | Jean Sourbet            |       | PRL   |

## Résultats

### Résultats à l'échelle du département
| Parti    | Parti        | Tête de liste         | Résultats | Résultats | Sièges |  |
| Parti    | Parti        | Tête de liste         | Voix      | %         |        |  |
| -------- | ------------ | --------------------- | --------- | --------- | ------ |  |
|          | SFIO         | Jean-Fernand Audeguil | 114 024   | 28,09     | 3 1    |  |
|          | MRP          | Henri Teitgen         | 104 294   | 25,69     | 3 2    |  |
|          | PRL          | Jules Ramarony        | 79 867    | 19,68     | 2      |  |
|          | PCF          | Marc Dupuy            | 64 271    | 15,83     | 1 1    |  |
|          | RGR          | Jean Odin             | 20 551    | 5,06      | -      |  |
|          | Rad-soc diss | Jean-Emmanuel Roy     | 15 127    | 3,72      | -      |  |
|          | PCI          | Madeleine Forcada     | 7 774     | 1,92      | -      |  |
|          |              |                       |           |           |        |  |
| Inscrits | Inscrits     | Inscrits              | 518 171   | 100,00    | 9      |  |
| Votants  | Votants      | Votants               | 412 266   | 79,56     |        |  |
| Exprimés | Exprimés     | Exprimés              | 405 908   | 98,46     |        |  |